# El Dachleja
El Dachleja (arabsky نادى الداخلية) je egyptský fotbalový klub hrající v Egyptské Premier League. V sezoně 2010/11 si zajistil poprvé ve své historii postup do nejvyšší fotbalové ligy. Své domácí zápasy hraje na káhirském stadionu Sekka El Hadeed Stadium.